# Aéroport d'Illizi - Takhamalt
L'aéroport d'Illizi - Takhamalt (code IATA : VVZ • code OACI : DAAP) est un aéroport civil et militaire algérien, situé à 30 km au nord-est d'Illizi, au sud-est de l'Algérie à environ 1 800 km d'Alger près de la frontière avec la Libye. 

## Carte des aéroports de l'Algérie
'
| \| 100 km1:14 790 000 \| Adrar Alger Annaba Batna Béjaïa Biskra Boufarik Chlef Constantine Ghardaïa Hassi Messaoud In Amenas Jijel Oran Sétif Tamanrasset Tébessa Tlemcen Béchar Bordj Mokhtar Djanet El Bayadh El Goléa El Oued Illizi In Salah Ghriss Ouargla Tiaret Timimoun Tindouf Touggourt |
| 100 km1:14 790 000 |

Carte statique des aéroports d'Algérie.Carte dynamique des aéroports d'Algérie.

## Compagnies et destinations
| Compagnies       | Destinations |
| ---------------- | --- |
| Air Algérie      | - Adrar/Touat, - Alger-Houari-Boumédiène, - Djanet-Tiska, - Ghardaïa - Noumérat - Moufdi Zakaria, - Ouargla, - Tamanrasset |
| Tassili Airlines | Alger-Houari-Boumédiène, Djanet-Tiska                                                                                      |

Actualisé le 31/07/2023